# Sablia saucesa
Sablia saucesa là một loài bướm đêm trong họ Noctuidae.